# Arbetsmarknadsekonomi
Arbetsmarknadsekonomi (brittisk engelska: labour economics, amerikansk engelska: labor economics) är en gren av nationalekonomin som spänner över både makroekonomin och mikroekonomin. Inom traditionell arbetsmarknadsekonomi studeras bland annat arbetslöshet, lönebildning och fackföreningar.

## Arbetsmarknadsekonomi enligt läroböcker vid svenska universitet
De flesta svenska universitet ger kurser i arbetsmarknadsekonomi som en del av kursutbudet inom ämnet nationalekonomi. Kurser ges (2019) på Linnéuniversitetet, Lunds Universitet, Stockholms Universitet, Umeå Universitet och Uppsala Universitet. Göteborgs Universitet och Örebro Universitet saknar dock specifika kurser i arbetsmarknadsekonomi. Kurslitteraturen inkluderar i samtliga fall den svenska boken ”Arbetsmarknaden” och/eller den amerikanska boken ”Labor Economics”. 
Arbetsmarknaden utnyttjar stordriftsfördelar för att skapa en högre derivateffektivitet av arbetskraft, jämfört med enklare former av arbetsfördelning, speciellt på nationell och internationell nivå, vilket leder till en högre ackumulerad finansiell BNP-produktion. En effektiv arbetsmarknad är således viktig för privata näringsidkare då den driver upp derivativa intäkter, via reduktion av relativa kostnader för arbetskraft. Detta förutsätter att arbetsfördelning används som en central metod för att uppnå kostnadseffektivitet.
Arbetsmarknadsekonomi såsom det beskrivs i dessa läroböcker för universitets grundnivå har tre huvudsakliga delar; arbetsutbud, arbetskraftsefterfrågan samt jämvikt och institutioner.

### Arbetsutbud
Frågor om arbetsutbud berör vad som bestämmer viljan att arbeta. Hur påverkar löner, skattesystem, socialförsäkringar, utbildningssystem och pensioner vem som vill arbeta och hur mycket de vill arbeta? Arbetsutbudet kan delas upp i ett beslut om att överhuvud taget vilja arbeta (att delta i arbetskraften) respektive ett beslut om hur många timmar man vill arbeta. Ett centralt begrepp är reservationslönen, dvs den lägsta lönen till vilken en person är villig att arbeta. Ett generellt resultat är att personer aldrig blir mindre villiga att delta i arbetskraften om timlönen är högre eftersom en högre timlön bara kan göra det bättre att arbeta. Å andra sidan kan antalet timmar man vill arbeta lika väl minska som öka om timlönen stiger. Anledningen är att en högre timlön gör att man kan tjäna lika mycket på färre arbetstimmar (en så kallad inkomsteffekt), samtidigt som man ”förlorar” fler kronor för varje timme man inte arbetar (en så kallad substitutionseffekt). Analyser av denna typ är viktiga inslag i diskussionen om hur inkomstskattesystemet bör utformas.

### Arbetskraftsefterfrågan
Frågor om efterfrågan på arbetskraft handlar istället om arbetsgivares vilja att anställa. Vilka faktorer bestämmer hur många personer ett företag vill anställa? Hur påverkas, till exempel, efterfrågan av minimilöner och teknisk utveckling? Centrala begrepp är efterfrågeelasticiteten som mäter med hur många procent efterfrågan på arbetskraft i ett företag (eller bransch) sjunker om företagets lönekostnader ökar med en procent. Företagen bör efterfråga mindre arbetskraft om lönekostnaderna är höga. Orsakerna till detta är att företagen, generellt sett, tenderar att minska sin produktion om kostnaderna är höga och att företagen dessutom kan välja att använda andra produktionsfaktorer som maskiner (kapital) istället för arbetskraft om just lönekostnaderna är höga. Ett resultat som ofta betonas är att efterfrågan är mer känslig för lönekostnader på lång sikt än på kort sikt eftersom arbetsgivare över tiden kan finna andra produktionsfaktorer (kapital) som de kan använda istället för arbete om lönerna blir för höga.

### Jämvikt och institutioner
Läroböckerna konstaterar att samspelet mellan utbud och efterfrågan är mer komplicerat på arbetsmarknaden än på andra marknader. En anledning är förekomsten av arbetslöshet. Arbetslöshet innebär i princip att personer som vill arbeta till rådande lön inte hittar någon som är villig att anställa dem. Utbudet av arbetskraft är alltså större än efterfrågan på arbetskraft. En av nationalekonomins grundsatser är att priser borde falla om utbudet är större än efterfrågan. På arbetsmarknaden är lönen att betrakta som ”priset på arbete”. Om arbetsmarknaden fungerade som en klassisk marknad borde därför lönen falla tills alla får jobb, dvs tills marknaden är i jämvikt. Men så sker inte. Istället är det ett väl belagt faktum att det i marknadsekonomier alltid finns ett par procentenheters arbetslöshet. Mycket av diskussionen inom arbetsmarknadsekonomin handlar om att förstå och beskriva orsakerna till denna ständiga obalans. De förklaringar som betonas i läroböckerna är tre till antalet. För det första, förekomsten av fackföreningar som förhandlar om lönen och därmed inte alltid är villiga att låta den falla tills arbetslösheten försvinner helt. Här brukar det lyftas fram att förekomsten av fackföreningar tycks leda till högre arbetslöshet om förhandlingarna är dåligt koordinerade, men inte annars. För det andra, finns ett antal teorier som brukar samlas under namnet effektivitetslöneteorier. Dessa teorier noterar att arbetsgivare inte alltid tjänar på att ha så låga löner som möjligt, särskilt inte om arbetslösheten är låg eftersom arbetstagare då alltför ofta kommer att lämna företaget eller inte vilja anstränga sig för att de inte uppfattar sig vara rättvist behandlade. För att få mer lojala  arbetstagare kan det då löna sig för varje enskild arbetsgivare att betala löner som är högre än de minsta möjliga om arbetslösheten är väldigt låg, vilket kan göra att lönerna inte sjunker trots att det finns arbetslöshet. Den tredje förklaringsmodellen handlar om så kallade sökfriktioner. Dessa tar sitt ursprung i att det tar tid att hitta rätt motpart på arbetsmarknaden, både för arbetssökande och för företag som letar efter personal. När arbetstagare och arbetsgivare väl har hittat en motpart som passar uppstår en situation där de inte bara kan byta bort motparten mot någon annan hur lätt som helst. Därför kommer lönerna inte nödvändigtvis anpassa sig nedåt även om det finns arbetslöshet.

## Arbetsmarknadsekonomiska organisationer och tidskrifter
Det finns två väletablerade internationella organisationer för arbetsmarknadsekonomer vilka utger var sin tidskrift som samlar forskning inom fältet. European Association of Labour Economists (EALE) grundad 1989 ger ut tidskriften Labour Economics på förlaget Elsevier. Den svenske nationalekonomen Bertil Holmlund var ordförande för EALE under perioden 2002-05. Den amerikanska motsvarigheten Society of Labor Economists (SOLE) grundades 1995 och ger ut tidskriften Journal of Labor Economics (förkortad JOLE) på Chicago University Press. Tidskriften grundades dock redan 1983 och är således äldre än sällskapet. År 2017 grundades en tredje systerorganisation, Asian & Australasian Society of Labour Economics (AASLE), vilken samlar arbetsmarknadsekonomer i Asien och Oceanien.
EALE, SOLE och (sedan 2017 även AASLE) ordnar var sin årliga vetenskapliga konferens som samlar organisationernas medlemmar. År 2019 ordnades EALE:s 31:a årliga kongress av Uppsala Universitet.  Vart femte år sedan år 2000 arrangerar EALE och SOLE en gemensam ”världskongress”. År 2020 anordnas den femte världskongressen i Berlin.

## Arbetsmarknadsekonomisk forskning
Begreppet arbetsmarknadsekonomi har inom forskningen över tiden kommit att även innefatta frågor med en mer indirekt koppling till arbetsmarknaden, till exempel frågor om utbildning, kriminalitet, migration, familjebildning och effekter av barns uppväxtvillkor. Som exempel på detta listar tidskriften Labour Economics i Juni 2019 bland sina 10 mest nedladdade artiklar en studie av vilka effekter socialtjänstens omhändertagande av barn har på risken för framtida kriminalitet och en studie av hur mobiltelefonförbud i skolan påverkar barnens inlärning. Vid samma tillfälle redovisar Journal of Labor Economics på en liknande lista bland annat en artikel om hur könssammansättningen i domstolar påverkar domslut rörande sexuell diskriminering  och en studie av hur kognitiva och sociala förmågor påverkar olika utfall på arbetsmarknaden och livet i övrigt. En liknande spretig bild ges av den forskning som presenteras vid de årskongresser som anordnas av EALE och SOLE. De artiklar som nämns ovan har som gemensam nämnare att de är empiriska snarare än teoretiska och att de fokuserar på att studera kausala effekter, dvs hur olika utfall påverkas av politikåtgärder eller andra händelser. Denna typ av empiriska studier inom områden som ligger utanför de områden som täcks av den arbetsmarknadsekonomiska kurslitteraturen har blivit ett vanligt inslag inom den arbetsmarknadsekonomiska forskningen sedan 1990-talet.

## Sveriges Riksbanks pris i ekonomisk vetenskap till Alfred Nobels minne till arbetsmarknadsekonomiska forskare
Sveriges Riksbanks pris i ekonomisk vetenskap till Alfred Nobels minne har utdelats till ett antal forskare som är verksamma inom arbetsmarknadsekonomi:
- 1992 Gary Becker ” "för att ha vidgat tillämpningen av mikroekonomisk analys till att gälla ett brett område av individers beteenden och relationer, även utanför marknaden"
- 2000 James Heckman "för hans utveckling av teori och metoder för analys av selektiva urval"
- 2010 Peter A. Diamond, Dale T. Mortensen och Christopher A. Pissarides "för deras analys av marknader med sökfriktioner"
- 2015 Angus Deaton "för hans analys av konsumtion, fattigdom och välfärd."

## Svenska professorer med arbetsmarknadsekonomisk inriktning
- Anders Björklund
- Per-Anders Edin
- Peter Fredriksson
- Mats Hammarstedt
- Lena Hensvik
- Mikael Lindahl
- Assar Lindbeck
- Erik Lindqvist
- Eva Mörk
- Mårten Palme
- Johanna Rickne
- Dan-Olof Rooth
- Helena Svaleryd
- Oskar Nordström Skans
- Eskil Wadensjö
- Olof Åslund